# Dmitri Kárpov
Dmitri Karpov (Kazajistán, 23 de julio de 1981) es un atleta kazajo, especialista en la prueba de decatlón, con la que ha logrado ser medallista de bronce olímpico en 2004 y medallista de bronce mundial en 2007.

## Carrera deportiva
En el Mundial de París 2003 gana el bronce, con una puntuación de 8374 puntos, y quedando tras el estadounidense Tom Pappas y el checo Roman Šebrle. 
Al año siguiente en los JJ. OO. de Atenas 2004 vuelve a ganar el bronce.
Y en el Mundial de Osaka 2007 vuelve a ganar la medalla de bronce, con una puntuación de 8586 que fue su mejor marca personal, quedando en el podio tras el checo Roman Šebrle y el jamaicano Maurice Smith.